# Neusaß (Schöntal)

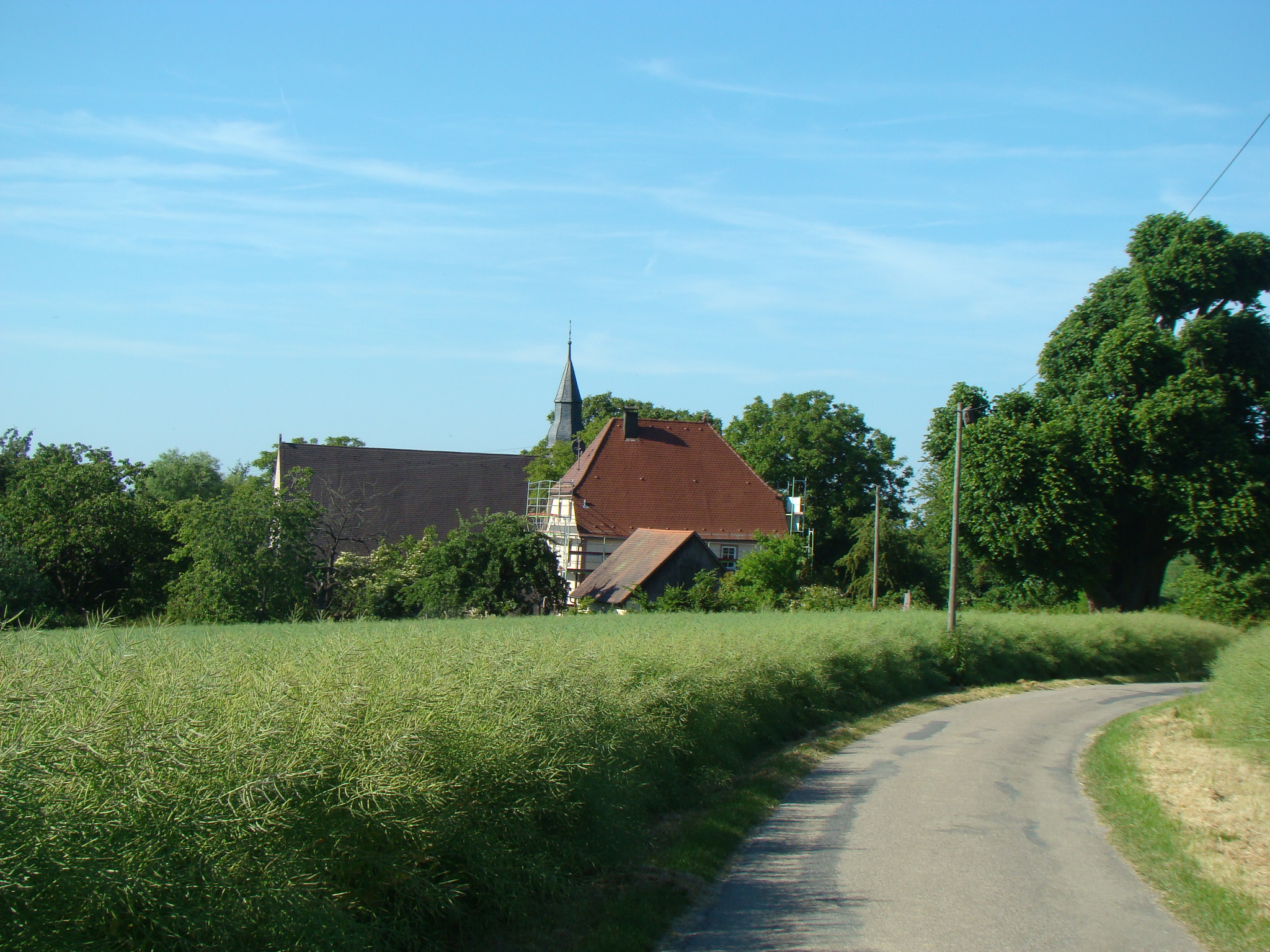
Neusaß

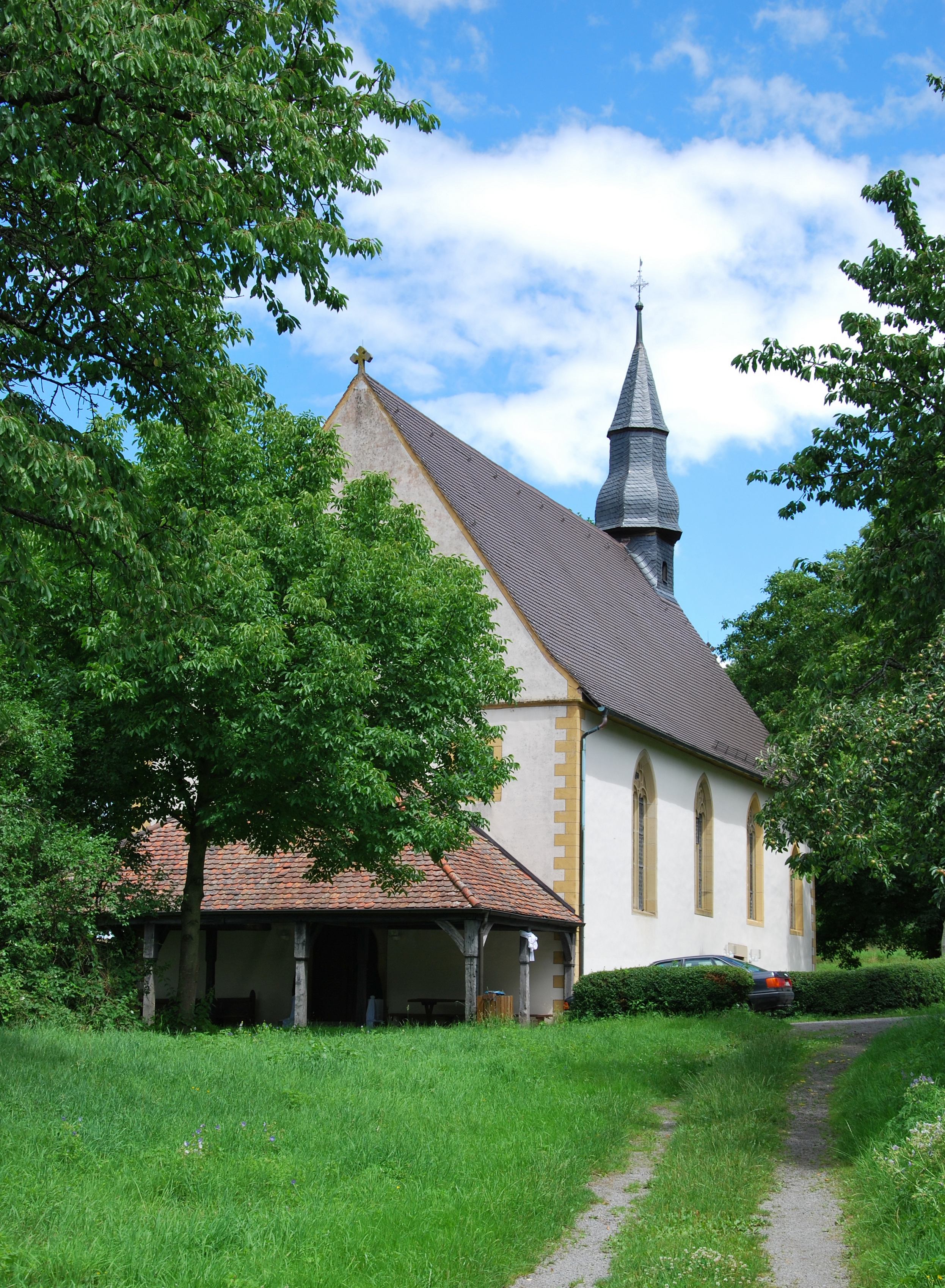
Wallfahrtskapelle Neusaß

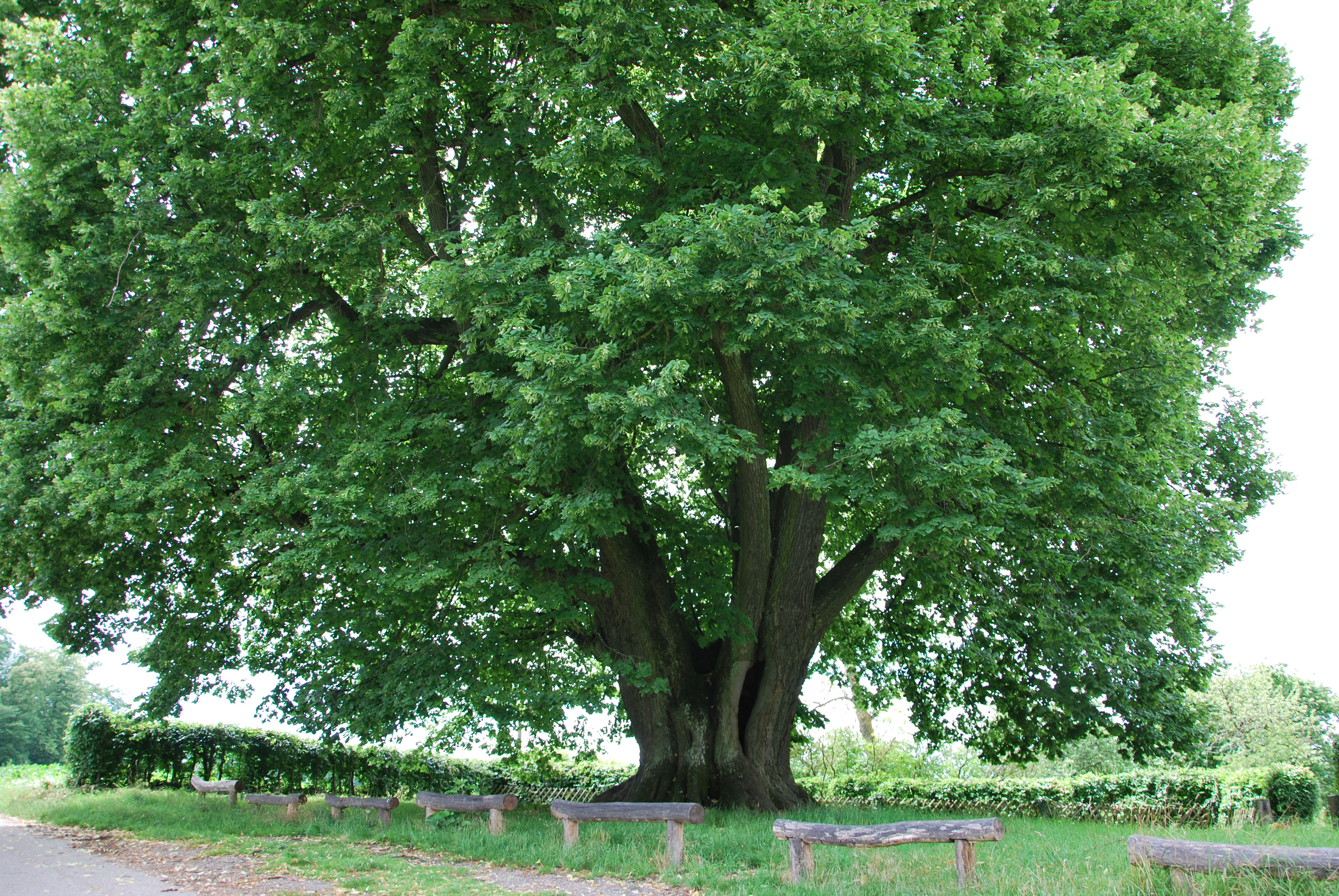
Neusaßer Linde

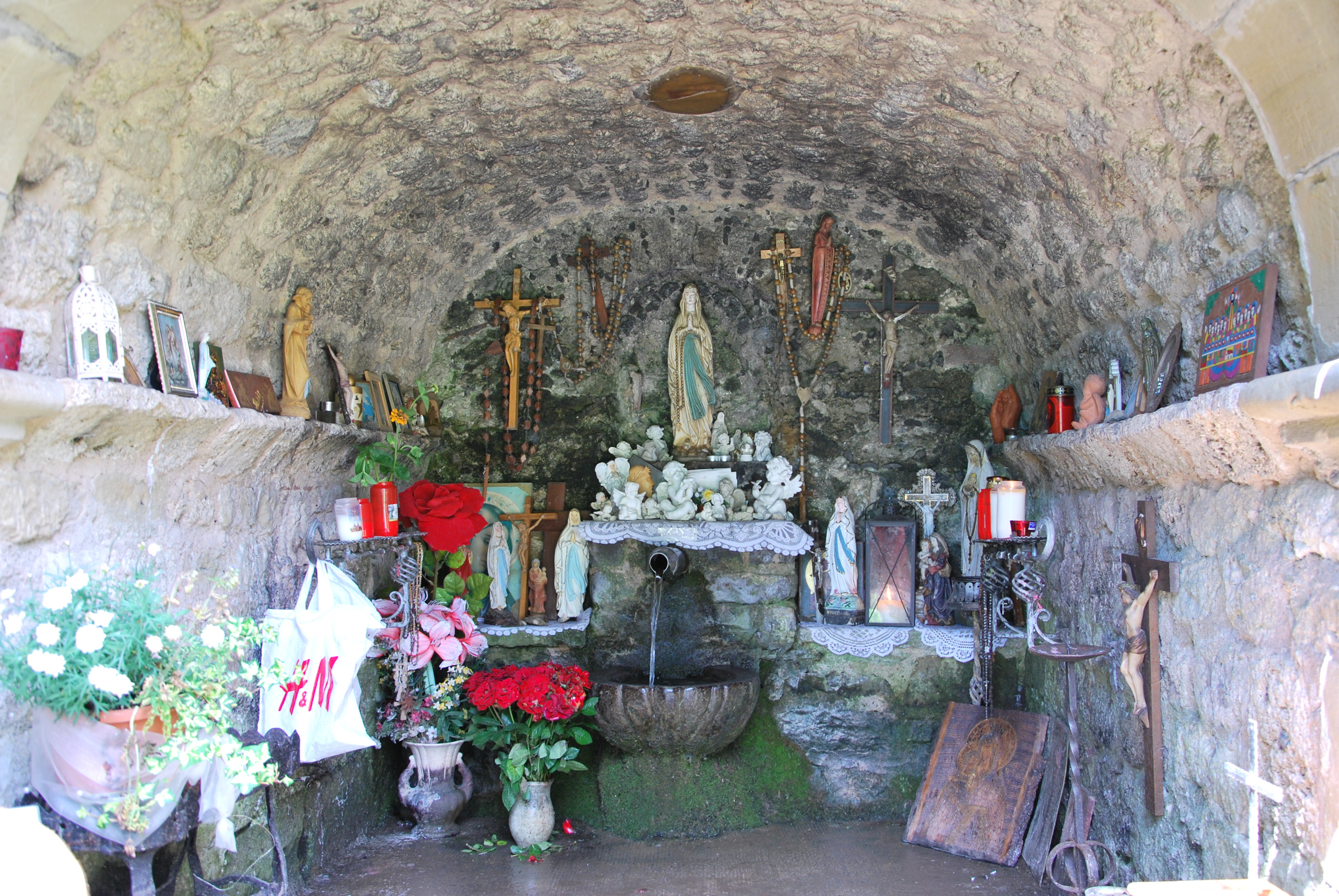
Das Heiligenbrünnle in der Mariengrotte

Neusaß ist ein Wohnplatz der Gemeinde Schöntal im Hohenlohekreis in Baden-Württemberg. Im Hochmittelalter wurde dort um 1152 das Kloster Schöntal gegründet, bevor es wenige Jahre später ins „schöne Tal“ der Jagst an seinen heutigen Standort verlegt wurde. Später entwickelte sich eine Marienwallfahrt zur Wallfahrtskapelle Neusaß und bis 1876 fand auch ein Markt dort statt. In Neusaß befinden sich außerdem das Forsthaus Neusaß mit Nebengebäuden, das Heiligenbrünnlein, einstige Fischweiher des Klosters und die mehrere hundert Jahre alte Neusaßer Linde.

## Lage
Neusaß liegt circa eineinhalb Kilometer südöstlich des Klosters Schöntal in 335 m Höhe an der Hohen Straße zwischen Kocher und Jagst.

## Geschichte
Keltische Grabhügel zeugen davon, dass die Gegend bereits 1000 v. Chr. besiedelt war. Neusaß wurde 1157 als Nuweseze und 1163 als Nusaze erwähnt. Wenig zuvor wurde dort bei einer Quelle auf von Wolfram von Bebenburg geschenktem Land von Mönchen des Klosters Maulbronn ein Kloster gegründet, das zwischen 1157 und 1163 dann ins Jagsttal verlegt wurde. Die Kirche des bescheidenen Klosterbaus in Neusaß und die Fischteiche der Mönche blieben in Neusaß erhalten. 1395 ist erstmals eine Marienwallfahrt nach Neusaß belegt. 1397 verlieh König Wenzel das Marktrecht. Die Kapelle wurde 1667 und 1706 erweitert. Bei den Umbauten 1667 wurde auch das Heiligenbrünnlein neu gefasst.
Im Umfeld der Kapelle befanden sich einst verschiedene Einrichtungen der Klosterwirtschaft. Bis 1880 bestand die Accishütte, in der die Abgaben der Weinschenken und Metzger eingezogen wurden. Außerdem gab es das Weinhäusle und das bis heute erhaltene, im 18. Jahrhundert erbaute Forsthaus. Der Jahrmarkt in Neusaß fand 1876 letztmals statt.

## Sehenswürdigkeiten
- Die Wallfahrtskapelle Neusaß geht auf die erste Klosterkirche des Klosters Schöntal zurück. Dem aus dem nahen Heiligenbrünnlein austretenden Wasser wird eine Heilwirkung nachgesagt.
- Das Forsthaus Neusaß ist ein Gebäude aus dem 18. Jahrhundert.
- Die Neusaßer Linde ist mehrere hundert Jahre alt.